# 巴达瓦达
巴达瓦达（Badawada），是印度中央邦Ratlam县的一个城镇。总人口7654（2001年）。

## 人口
该地2001年总人口7654人，其中男性3883人，女性3771人；0—6岁人口1355人，其中男700人，女655人；识字率54.40%，其中男性为66.52%，女性为41.93%。